# Goodyear Blimp
Goodyear Blimp so zračne ladje, ki jih uporablja ameriški gumar Goodyear za oglaševanje in fotografiranje iz zraka. V večini primerov gre za blimpe - netoge zračne ladje, kjer obliko drži vzgonski plin (helij) pod tlakom. Nekateri modeli pa so pol-toge zračne ladje, kjer obliko poleg plina podpira tudi nosilna struktura. 